# Episodi di Powerless
La prima e unica stagione della serie televisiva Powerless, composta da dodici episodi, è stata trasmessa in prima visione negli Stati Uniti dal canale NBC dal 2 febbraio al 20 aprile 2017. Il 25 aprile 2017, la NBC sospende a tempo indeterminato la trasmissione della serie e l'11 maggio 2017 ha annunciato in via ufficiale la sua cancellazione. Gli ultimi tre episodi sono andati in onda in prima visione dal 12 al 26 maggio 2017 sul servizio on demand della televisione pubblica neozelandese TVNZ.
Il settimo episodio della serie, Emergency Punch-Up, è stato trasmesso come nono in quanto all'interno dell'episodio avviene un attacco chimico, simile all'attacco chimico avvenuto in Siria pochi giorni prima della sua programmata messa in onda.
L'undicesimo episodio, Win, Luthor, Draw, viene rilasciato pubblicamente sul canale DC Entertainment su YouTube il 16 giugno 2017 per ricordare la scomparsa di Adam West, storico attore di Batman e che in questa puntata ha recitato come Guest Star.
In Italia la serie è stata trasmessa sul canale Joi della piattaforma pay-per-view Mediaset Premium dal 2 al 30 ottobre 2017. In chiaro è stata trasmessa dal 15 settembre al 20 ottobre 2018 su Italia 1.
| n. | Titolo originale              | Titolo italiano                        | Prima TV USA / Nuova Zelanda   | Prima TV Italia |
| -- | ----------------------------- | -------------------------------------- | ------------------------------ | --------------- |
| 1  | Wayne or Lose                 | Il team senza potere!                  | 2 febbraio 2017                | 2 ottobre 2017  |
| 2  | Wayne Dream Team              | Ben riapparso nel Dream Team!          | 9 febbraio 2017                | 2 ottobre 2017  |
| 3  | Sinking Day                   | Il giorno dell'inabissamento           | 16 febbraio 2017               | 9 ottobre 2017  |
| 4  | Emily Dates a Henchman        | Fidanzato cercasi                      | 23 febbraio 2017               | 9 ottobre 2017  |
| 5  | Cold Season                   | La stagione fredda                     | 9 marzo 2017                   | 16 ottobre 2017 |
| 6  | I'ma Friend You               | Niente po' po' di meno, nel mio bagno? | 30 marzo 2017                  | 16 ottobre 2017 |
| 7  | Van v. Emily: Dawn of Justice | Van Vs. Emily!                         | 6 aprile 2017                  | 23 ottobre 2017 |
| 8  | Green Furious                 | Green Fury                             | 13 aprile 2017                 | 23 ottobre 2017 |
| 9  | Emergency Punch-Up            | Dottor Psycho & Co.                    | 20 aprile 2017                 | 30 ottobre 2017 |
| 10 | No Consequence Day            | Il giorno senza conseguenze            | 12 maggio 2017 (Nuova Zelanda) | 6 novembre 2017 |
| 11 | Van of the Year               | Il Van dell'anno!                      | 26 maggio 2017 (Nuova Zelanda) | 30 ottobre 2017 |
| 12 | Win, Luthor, Draw             | Il Wormhole                            | 19 maggio 2017 (Nuova Zelanda) | 6 novembre 2017 |

## Il team senza potere!
- Diretto da: Marc Buckland
- Scritto da: Justin Halpern & Patrick Schumacker

### Trama
Emily Locke, una ragazza ambiziosa e piena di sogni, viene assunta come nuovo direttore del dipartimento Ricerca e Sviluppo della Wayne Security, un'azienda specializzata in prodotti per la sicurezza dei civili che si ritrovano coinvolti nelle battaglie tra supereroi e supercattivi. Durante il suo primo giorno Emily scopre che lo staff non è spronato a dare il meglio di sé e che il capo dell'azienda, Van Wayne, vorrebbe essere trasferito a un'altra posizione a Gotham City. Van annuncia ai dipendenti che suo cugino Bruce Wayne è intenzionato a chiudere l'azienda a meno che essi non inventino un prodotto di successo. Grazie a un'intuizione di Emily il team di sviluppo crea un prodotto che avvisa della presenza di supercattivi nelle vicinanze. Bruce Wayne approva l'idea e salva così l'azienda.
- Ascolti USA: telespettatori 3 100 000[10]

## Ben riapparso nel Dream Team!
- Diretto da: Marc Buckland
- Scritto da: Dean Lorey
- Ascolti USA: telespettatori 2 530 000[11]